# 노은초등학교 수상분교
노은초등학교 수상분교는 대한민국 충청북도 충주시 노은면 안락리 119-1에 있었던 공립 초등학교이며 현재는 특수학교인 충주혜성학교로 바뀌었다.

## 연혁
- 1947년 12월 15일 노은국민학교 수상분교장 설립인가
- 1954년 4월 15일 수상국민학교로 개교(6학급 편성)
- 1984년 6월 14일 병설유치원 개원
- 1989년 10월 26일 테니스장 설치
- 1996년 3월 1일 수상초등학교로 개칭
- 1997년 2월 18일 제42회 졸업식(누계 2570명)
- 1998년 2월 18일 제43회 졸업식(누계 2578명)
- 1999년 2월 13일 제44회 졸업식(누계 2588명)
- 1999년 9월 1일 노은초등학교 수상분교장으로 편입
- 2013년 3월 1일 본교로 통폐합[1]